# اتا آتش‌دان
اتا آتش‌دان یک ستاره است که در صورت فلکی آتشدان قرار دارد.